# Jonadi
Jonadi (tiếng Hy Lạp: Ionades) là một đô thị ở tỉnh Vibo Valentia trong vùng Calabria, có cự ly khoảng 60 km về phía tây namcủa Catanzaro và khoảng 5 km về phía tây nam của Vibo Valentia. Tại thời điểm ngày 31 tháng 12 năm 2004, đô thị này có dân số 3.027 người và diện tích là 8,7 km².
Đô thị Jonadi có các frazioni (đơn vị trực thuộc, chủ yếu là các làng) Nao, Vena, Baracconi, và Case Sparse.
Jonadi giáp các đô thị: Filandari, Mileto, San Costantino Calabro, San Gregorio d'Ippona, Vibo Valentia.